# Ben Gunn
Ben Gunn (nascido Benjamin Matthews) é um guitarrista inglês que participou do The Sisters of Mercy entre 1981 e 1983, aparecendo em vários de seus singles, entre este período. 
No final de 1983, na sequência do grande sucesso "Temple of Love" foi o único que deixou a banda sob uma atmosfera de amargura.  Gunn afirmou que não concordava com a direcção Andrew Eldritch e estava retirando-se da banda que, de acordo com Gunn, começou como uma piada sobre fatos trágicos do Rock and roll, mas acabou se tornando um. Gunn também mencionou conflitos com a personalidade Andrew Eldritch como uma das razões de sua partida. 
Abandonou a carreira e formou-se em Economia na Universidade de Liverpool. 

## Discografia
| Ano  | Título                 | Formato |
| 1982 | "Body Electric"        | 7"      |
| 1982 | "Alice"                | 7"      |
| 1983 | "Anaconda"             | 7"      |
| 1983 | "Alice"                | 12"     |
| 1983 | "The Reptile House EP" | 12"     |
| 1983 | "Temple of Love"       | 7", 12" |

 NOTA: todos compilados para o álbum Some Girls Wander By Mistake.